# شبه مقطورة
شبه المقطورة أو نصف المقطورة هي مقطورة دون محور أو جزع أمامي. يُطلق على المجموعة المكونة من نصف مقطورة وشاحنة جرار اسم شاحنة نصف مقطورة.